# Jean-Claude Buisine
Pour les articles homonymes, voir Buisine.
Jean-Claude Buisine, né le 14 juin 1947 à Berck, est un homme politique français, retraité de la fonction publique.
Il est élu député le 17 juin 2012, pour la XIVe législature (2012-2017), dans la circonscription de la Somme (3e). Il fait partie du groupe socialiste.

## Carrière politique
Il est élu maire de Hautvillers-Ouville en 1995 puis conseiller général du canton de Nouvion en 2008.
En 2012, il est élu aux élections législatives dans la 3e circonscription de la Somme, face au député sortant, Jérôme Bignon, et a pour suppléant Nathalie Poilly. Il est vice-président du Groupe d'amitié France-Suède.
Le 5 octobre 2016, il contribue à l'application temporaire de l'Accord économique et commercial global (CETA) en rejetant une motion qui l'en aurait empêché, cela malgré avoir cosigné le 21 septembre 2016 une lettre demandant au Président de la République de s'opposer à la dite application.

## Mandats
- 17 juin 1995 - 3 juillet 2020 : Maire d'Hautvillers-Ouville
- 17 mars 2008 - 29 mars 2015 : Membre du conseil général de la Somme
- 20 juin 2012 - 20 juin 2017 : Député et membre de la commission des Finances à l'Assemblée nationale.
- avril 2008 - 31 décembre 2016 : Président de la communauté de communes du canton de Nouvion